# Bacólod-Kalawi
Bacólod-Kalawi es un municipio filipino de tercera categoría, situado al oeste de la isla de Mindanao. Forma parte de  la provincia de Lánao del Sur situada en la región de la Nación Mora. 
Para las elecciones está encuadrado en el Segundo Distrito Electoral de esta provincia.

## Geografía
Municipio ribereño del lago Lánao.

### Barrios
El municipio de Bacólod-Kalawi se divide, a los efectos administrativos, en 26 barangayes o barrios, conforme a la siguiente relación:
| - Ampao - Bagoaingud - Balut - Barua - Buadiaguani | - Bubong - Dilabayán - Dipatuán - Daramoyod - Gandamato | - Guraín - Ilián - Lamaguwao - Lumbaca-Ingud - Madanding | - Orong - Pindolonán - Población I y II - Raya - Roroguán | - Sugod - Tambo - Tuka I y II |  |

## Historia

### Influencia española
Este territorio fue parte de la Capitanía General de Filipinas (1520-1898). Hacia 1696 el capitán Rodríguez de Figueroa obtiene del gobierno español el derecho exclusivo de colonizar Mindanao.
El 1 de febrero de este año parte de Iloilo alcanzando la desembocadura del Río Grande de Mindanao, en lo que hoy se conoce como la ciudad de Cotabato.
El Distrito 7.º de Lánao fue  creado a finales del siglo XIX, concretamente el 8 de octubre de 1895. Su territorio, segregado de los distritos 5.º de Cotabato y 2.º de Misamis, no fue dominado completamente por las armas españolas.

### Ocupación estadounidense

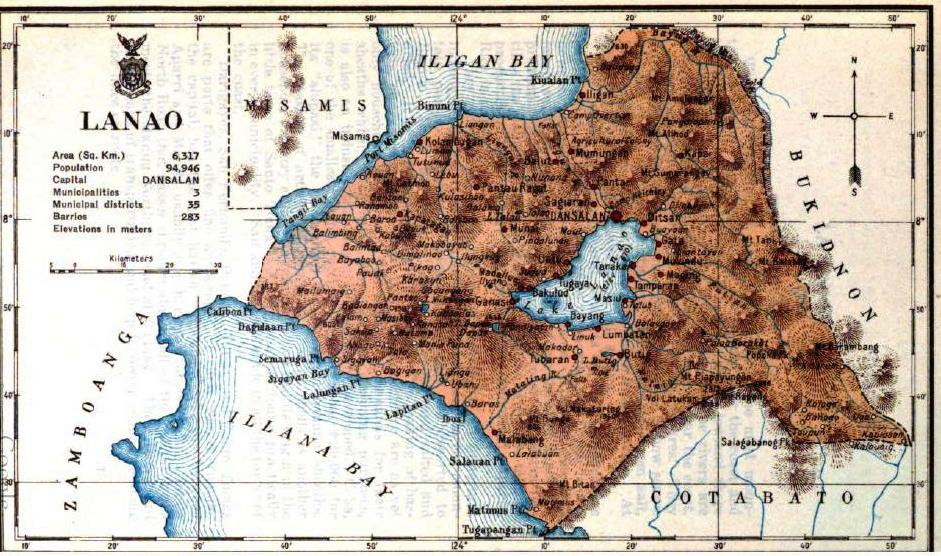
Provincia de Lánao, Census of the Philippine Islands taken under the Direction of the Philippine Legislature in the year 1918.

En 1903, al comienzo de la ocupación estadounidense de Filipinas Lánao formó parte de la nueva provincia del Moro. Al crearse el Departamento de Mindanao y Joló en septiembre de 1914 se convirtió en una de sus siete provincias. Bakulud era uno de los distritos municipales de la provincia de Lánao.

### Independencia
El 22 de mayo de 1959 la provincia de Lánao fue dividida en dos provincias, una que se conoce como Lánao del Norte y el otro como Lánao del Sur.
Lánao del Sur comprende  el municipio de Malabang, siendo  Bacólod Grande uno de sus 25 distritos municipales.
El 4 de octubre de 1971 la provincia fue dividida en dos Maranao y Lánao del Sur, Bacólod Grande permanece en Lánao del Sur.